# Wilder Cartagena
Wilder José Cartagena Mendoza (ur. 23 września 1994 w Limie) – peruwiański piłkarz występujący na pozycji defensywnego pomocnika, reprezentant Peru, od 2022 roku zawodnik amerykańskiego Orlando City.

## Kariera klubowa
Cartagena wychowywał się w stołecznej Limie i jest wychowankiem akademii juniorskiej tamtejszego klubu Alianza Lima. Do pierwszej drużyny został włączony w wieku siedemnastu lat przez szkoleniowca José Soto, w peruwiańskiej Primera División debiutując 18 lutego 2012 w zremisowanym 2:2 spotkaniu z Leónem Huánuco. Początkowo był rezerwowym ekipy, lecz już od połowy kolejnego sezonu – po przyjściu do klubu trenera Wilmara Valencii – zaczął mimo młodego wieku regularnie pojawiać się na boiskach. Premierowego gola w najwyższej klasie rozgrywkowej strzelił 30 listopada 2013 w zremisowanej 1:1 konfrontacji z Universidadem César Vallejo. Ogółem barwy Alianzy reprezentował bez większych sukcesów przez dwa lata, będąc jednym z bardziej obiecujących graczy w lidze. W styczniu 2014 przeszedł do portugalskiej Vitórii Setúbal – tam jednak w ogóle nie był brany pod uwagę przy ustalaniu składu i w przeciągu roku nie wystąpił w żadnym oficjalnym meczu.
W styczniu 2015 Cartagena powrócił do ojczyzny, podpisując umowę ze stołecznym CD Universidad San Martín de Porres.

## Kariera reprezentacyjna
W listopadzie 2009 Cartagena został powołany przez Juana José Ore do reprezentacji Peru U-15 na Mistrzostwa Ameryki Południowej U-15. Na boliwijskich boiskach jego drużyna spisała się jednak słabo, odpadając z turnieju już w pierwszej rundzie po zajęciu w niej ostatniego miejsca.
W marcu 2011 Cartagena znalazł się w ogłoszonym przez Oré składzie reprezentacji Peru U-17 na Mistrzostwa Ameryki Południowej U-17. Tam był kluczowym graczem swojej kadry, rozgrywając wszystkie możliwe cztery spotkania w pełnym wymiarze czasowym. Peruwiańczycy zakończyli jednak swój udział w imprezie w pierwszej rundzie i nie zdołali zakwalifikować się na Mistrzostwa Świata U-17 w Meksyku.
W styczniu 2013 Cartagena w barwach reprezentacji Peru U-20 prowadzonej przez Daniela Ahmeda, wziął udział w Mistrzostwach Ameryki Południowej U-20. Podczas rozgrywanego w Argentynie turnieju ponownie miał pewne miejsce w środku pola – wystąpił w ośmiu z dziewięciu możliwych meczów (z czego we wszystkich w wyjściowym składzie), a jego zespół uplasował się na piątej lokacie, niepremiowanej awansem na Mistrzostwa Świata U-20 w Turcji.
Pierwsze powołanie do seniorskiej reprezentacji Peru Cartagena otrzymał od selekcjonera Ricardo Gareki, w listopadzie 2016 na eliminacyjny mecz z Paragwajem (4:1), nie zdołał jednak wówczas pojawić się na placu gry. W kadrze narodowej zadebiutował dopiero kilka miesięcy później, 5 września 2017 w wygranym 2:1 spotkaniu z Ekwadorem, również w ramach eliminacji do Mistrzostw Świata w Rosji.